# Gary Merrill
Gary Merrill (* 2. August 1915 in Hartford, Connecticut; † 5. März 1990 in Falmouth, Maine) war ein US-amerikanischer Schauspieler.

## Leben und Karriere
Merrill gab 1943 sein Filmdebüt. Seinen größten Erfolg feierte er 1950 mit dem Film Alles über Eva. Während der Dreharbeiten lernte er seine zweite Ehefrau Bette Davis kennen. Beide heirateten noch im selben Jahr. Bevor das Schauspielerpaar sich 1960 scheiden ließ, adoptierten sie zwei Kinder. 1952 spielte Gary Merrill in dem Filmdrama Ein Fremder ruft an (Phone Call from a Stranger) die Hauptrolle eines Anwalts. Shelley Winters war die weibliche Hauptdarstellerin. Bette Davis, damals schon ein großer Star, übernahm in diesem Film die kleine Rolle der ans Bett gefesselten Marie Hoke.  
In späteren Jahren war Gary Merrill fast ausschließlich in Fernsehproduktionen zu sehen. 1980 zog er sich ins Privatleben zurück.
Gary Merrill war von 1941 bis 1950 in erster Ehe mit der Schauspielerin Barbara Leeds verheiratet und starb 1990 an einem Bronchialkarzinom.

## Filmografie (Auswahl)
- 1948: Der Kommandeur (Twelve o’clock High)
- 1948: Einer von den Stillen (The Quiet One) (Erzähler)
- 1949: Sturmflug (Slattery’s Hurricane)
- 1950: Alles über Eva (All About Eve)
- 1950: Faustrecht der Großstadt (Where the Sidewalk Ends)
- 1950: Entscheidung vor Morgengrauen (Decision Before Dawn)
- 1951: Zwei in der Falle (Rawhide)
- 1951: Froschmänner (The Frogmen)
- 1951: Gift für den Anderen (Another Man’s Poison)
- 1952: Ein Fremder ruft an (Phone Call from a Stranger)
- 1952: Frau in Weiß (The Girl in White)
- 1953: A Blueprint for Murder
- 1954: Immer jagte er Blondinen (The Human Jungle)
- 1954: Zeugin des Mordes (Witness to Murder)
- 1959: Das grausame Auge (The Savage Eye)
- 1959: Heiße Grenze (Wonderful Country)
- 1960: In angenehmer Gesellschaft (The Pleasure of his Company)
- 1961: Ein charmanter Hochstapler (The Great Impostor)
- 1961: Die geheimnisvolle Insel (Mysterious Island)
- 1962: Das Mädchen Tamiko (A Girl Named Tamiko)
- 1965: Tag der Abrechnung (Ride Beyond Vengeance)
- 1965: Unter Wasser rund um die Welt (Around the World Under the Sea)
- 1966: Duell der Gringos (The Last Challenge)
- 1966: Hondo (Hondo and the Apaches)
- 1966: Texas Colt (The Dangerous Days of Kiowa Jones)
- 1967: Duell der Gringos (The Last Challenge)
- 1968: Die sechs Verdächtigen (The Power)
- 1971: Killersatelliten (Earth II)